# Otto Guttentag
Otto Ernst Guttentag (* 5. Februar 1900 in Stettin; † 13. Januar 1992 in Piedmont, Alameda County) war ein deutsch-amerikanischer Arzt mit Arbeitsschwerpunkten in der klinischen Homöopathieforschung und in der Medizinethik.

## Leben und Wirken
Otto Guttentag stammte aus einer Stettiner Ärztefamilie und legte 1917 die Kriegsreifeprüfung ab. Von August 1917 bis Ostern 1918 war er im Vaterländischen Hilfsdienst beschäftigt, bevor er sein Studium aufnahm. Guttentag studierte Medizin in Marburg, Jena, Heidelberg, München, Berlin und Halle. 1918–1927 in Halle und 1927–1933 an der Universität Frankfurt am Main war er Assistent des Nephrologen Franz Volhard. 1923 erhielt er in Halle die Approbation als Arzt und 1924 die Promotion. Weiterbildungen in Biochemie und Pharmakologie, für die er in den Jahren 1927 bis 1929 seine Tätigkeiten in Frankfurt unterbrach, ergänzten seine Ausbildung.

### Homöopathie
Im Mai 1925 rief der Berliner Chirurg August Bier die „Schulmediziner“ dazu auf, die Homöopathie vorurteilslos zu bewerten. Zur gleichen Zeit erlebte Otto Guttentag, wie eine Patientin der Hallenser Klinik, die an Morbus Basedow litt, nach homöopathischer Behandlung gesundete. Mit Erlaubnis seines Vorgesetzten Franz Volhard durfte er unter Anleitung des erfahrenen Homöopathen Josef Schier in ausgesuchten Fällen der Klinik mit homöopathischen Mitteln behandeln. In seinen Ferien bildete er sich im Stuttgarter Homöopathischen Krankenhaus weiter. Hier lernte er neben dem Chefarzt Alfons Stiegele auch die Kollegen Fritz Donner und Karl Kötschau kennen. 1927 folgte er seinem Chef Franz Volhard von Halle nach Frankfurt. Er betreute dort eine 50-Betten-Forschungsabteilung auf der er zusammen mit Schier Doppelblindstudien zum therapeutischen Nutzen der Homöopathiebehandlung durchführte.

### Entlassung und Emigration
Am 13. April 1933 forderte das Frankfurter Stadtgesundheitsamt das Personaldezernat der Stadt auf, Guttentag zum 31. Mai 1933 zu kündigen, da dieser zwar seit Geburt evangelischer Konfession, jedoch jüdischer Abstammung sei. In dem dem internen Schreiben beiliegenden Kündigungsschreiben an Guttentag hieß es allerdings: „Zum Zwecke der unumgänglichen Ersparnis an Personalausgaben wird Ihnen gemäss IV. Teil, Kap. I, § 1., Abs. 3 der Preussischen Sparverordnung vom 12.9.1931 das Dienstverhältnis zum 31.5.1933 unter dem Vorbehalt der fristlosen Kündigung im Falle entsprechender gesetzlicher Ermächtigung gekündigt.“
Nach seiner Entlassung folgte Guttentag 1933 einer Einladung der Homoeopathic Foundation of California nach San Francisco, um dort ein Forschungslabor aufzubauen. 1936 erhielt er an der University of California Medical School eine Professur für Homöopathie. Seit 1940 amerikanischer Staatsbürger, diente er nach Kriegseintritt der USA als Sanitätsoffizier in den US-Streitkräften. Nach Kriegsende war er bis 1947 in Deutschland stationiert.

### Zurück in Europa
1946 beauftragte die Education and Religious Affairs Branch (ERA) des Office of Military Government for Germany (U.S.) (OMGUS) Ernst Guttentag, gemeinsam mit den Dekanen der medizinischen Fakultäten der deutschen Universitäten, in der amerikanischen Zone Empfehlungen zur Reform der medizinischen Ausbildung in Deutschland zu erarbeiten. Als Kenner des deutschen wie auch des amerikanischen Medizinstudiums sollte er der Frage nachgehen, inwieweit Elemente der amerikanischen Ärzteausbildung in die deutsche Ausbildungsordnung integriert werden könnten. Anlass für dieses Vorgehen der amerikanischen Besatzungsbehörden war ein Brief von Guttenbergs ehemaligem Lehrer und jetzigen Dekans der medizinischen Fakultät der Universität Frankfurt am Main, Franz Volhard, an OMGUS, in dem dieser darauf hingewiesen hatte, dass eine Reorganisation der deutschen Universitäten die günstige Gelegenheit für eine Reform des Medizinstudiums nach amerikanischem Vorbild böte. 1947 besuchte Guttentag die medizinischen Fakultäten in der amerikanischen und der sowjetischen Besatzungszone Deutschlands.
Ebenfalls 1947 nahm er auch wieder Kontakt zu Karl Kötschau auf, mit dem er seit den 20er Jahren eng befreundet war. Er setzte sich für dessen Freilassung aus einem Internierungslager für NSDAP-Mitglieder ein. Es verband sie die gemeinsame Kritik an der Schulmedizin und das gemeinsame Interesse an der Homöopathie. Jedoch gab es wesentliche Differenzen zwischen ihnen.
- Kötschau forderte im Tenor seiner früheren rassenhygienischen Schriften die Heilung des kranken „Volkskörpers“, der durch zu viel „Fürsorge und Schonung“ sowie Mangel an natürlicher Übung geschwächt und dessen Erbmasse durch Zivilisationsgifte sowie „Mangel an Ausmerze und Auslese“ geschädigt sei. Der schwache, chronisch Kranke hatte in Kötschaus Natur- und Leistungsmedizin keinen Platz.[5][6]
- Guttentag dagegen setzte sich in seinen Schriften gerade für den Schutz der chronisch Kranken ein. Auf einem Symposium über Menschenversuche 1951 plädierte er für die Abschaffung des Begriffs „hoffnungslos unheilbar krank“. Dieser setze die Hemmschwelle für riskante medizinische Versuche an Todkranken herab und verletze den ursprünglichen Kern der Arzt-Patient-Beziehung als einer Beziehung zwischen dem Arzt als Freund und dem Patienten als Hilfsbedürftigen. Guttentag warnte: „Nicht die Eroberung der Natur scheint das Grundproblem unserer Zeit zu sein, sondern die Neubestimmung des Menschen . . . Wir müssen vor uns selbst auf der Hut sein, damit wir nicht in unserem Streben nach Wahrheit gesunde Körper schaffen auf Kosten moralisch abgestumpfter Seelen“.[7]

Nach Benzenhöfer/Birkenfeld wurde Guttentag mit seinen Beiträgen über die Ethik in der klinischen Forschung und mit seinen Beiträgen zum Thema Medizin und Moral „zu einem Pionier der modernen Medizinethik“.
Guttentag blieb auch nach seiner Pensionierung im Jahre 1967 weiter in der Lehre an der University of California aktiv.

## Werke
- Histamin und histaminartige Substanzen im Blut. In: Naunyn-Schmiedebergs Archiv für experimentelle Pathologie und Pharmakologie Bd. 162 (1931) S. 727–738, doi:10.1007/BF01864146
- Der Mensch im Krankenhaus. In: Das neue Frankfurt: internationale Monatsschrift für die Probleme kultureller Neugestaltung. Heft 4/5 (April / Mai 1931), S. 84–90 (Digitalisat)
- Trends toward Homeopathy, Present and Past. In: Bulletin of the History of Medicine Bd. 8 (1940) H. 1 (Jan) S. 1172–93
- Further notes on medical education in Germany. In: JAMA, 1948, Bd. 138, H. 5 (2. Oktober) S. 380–1
- Besprechung des Buches: Alexander Mitscherlich and Fred Mielke. Doctors of Infamy. In: Bulletin of the History of Medicine. Bd. 24 (1950) S. 497–500
- The Problem of Experimentation on Human Beings. II. The Physician’s Point of View. In: Science. Bd. 117 (1953), S. 207–210